# Henri Van Kerckhove
Henri Van Kerckhove (ur. 6 września 1926 w Brukseli, zm. 4 listopada 1999 w Leuven) – belgijski kolarz szosowy i torowy, brązowy medalista szosowych mistrzostw świata.

## Kariera
Największy sukces w karierze Henri Van Kerckhove osiągnął w 1946 roku, kiedy zdobył brązowy medal w wyścigu ze startu wspólnego amatorów podczas szosowych mistrzostw świata w Zurychu. W zawodach tych wyprzedzili go jedynie Francuz Henri Aubry oraz Szwajcar Ernst Stettler. Był to jednak jedyny medal wywalczony przez Van Kerckhove'a na międzynarodowej imprezie tej rangi. Na rozgrywanych pięć lat później mistrzostwach świata w Varese był dwunasty w tej samej konkurencji wśród zawodowców. W 1947 roku wygrał Omloop der Vlaamse Gewesten, w 1952 roku Omloop der Vlaamse Ardennen Ichtegem, w 1954 roku Circuit du Port de Dunkerque i Ronde van België, a w 1955 roku Ronde van Brabant. W 1946 roku został mistrzem kraju w wyścigu ze startu wspólnego amatorów, a rok później zwyciężył na torze w indywidualnym wyścigu na dochodzenie. Nigdy nie wystąpił na igrzyskach olimpijskich. Jako zawodowiec startował w latach 1947-1960.